# Februar 1993
Portal Geschichte | Portal Biografien | Aktuelle Ereignisse | Jahreskalender | Tagesartikel

◄ |
19. Jahrhundert |
20. Jahrhundert
| 21. Jahrhundert

◄ |
1960er |
1970er |
1980er |
1990er
| 2000er | 2010er | 2020er | ►

◄ |
1989 |
1990 |
1991 |
1992 |
1993
| 1994 | 1995 | 1996 | 1997 | ►

◄ |
November 1992 |
Dezember 1992 |
Januar 1993 |
Februar 1993 |
März 1993 |
April 1993 |
Mai 1993 |
►
Dieser Artikel behandelt tagesbezogene Nachrichten und Ereignisse im Februar 1993.

## Tagesgeschehen

### Montag, 1. Februar 1993
- Helsinki/Finnland, Stockholm/Schweden, Wien/Österreich: Die drei Staaten und die Institutionen der Europäischen Union beginnen mit Verhandlungen über den Beitritt der Länder.[1][2]
- Sarajevo/Bosnien und Herzegowina: Nach mehrtägigen Vorbereitungsarbeiten werden die ersten Meter eines Fluchttunnel aus Sarajevo zur Minderung des zivilen Leids in Folge der serbischen Belagerung ausgehoben. Schlechte Witterung, Mangel an Arbeitsgeräten, Beschuss und andere Gründe behindern die Arbeiten.[3]

### Donnerstag, 4. Februar 1993

Logo des LIF

- Wien/Österreich: Nach Meinungsverschiedenheiten mit FPÖ-Parteichef Jörg Haider verlassen fünf Nationalratsabgeordnete die FPÖ und gründen das Liberale Forum.[4]

### Sonntag, 7. Februar 1993

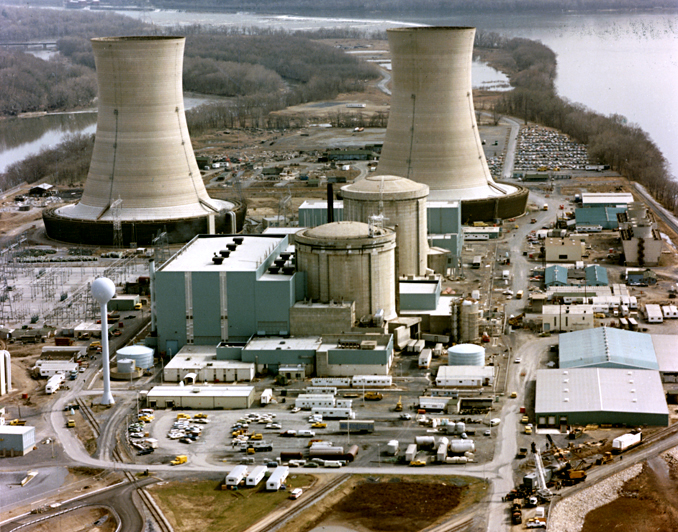
Kernkraftwerk von Three Mile Island

- Dauphin County/Vereinigte Staaten: Im Kernkraftwerk Three Mile Island in Pennsylvania durchbricht ein Mann am Steuer eines Pkw alle Absperrungen und bleibt schließlich in der Turbinenhalle stehen. Zu diesem Zeitpunkt ist der Atomreaktor voll in Betrieb. Der Mann kann erst Stunden später festgenommen und dann in eine psychiatrische Klinik eingewiesen werden. Die Öffentlichkeit wird nicht informiert.[5][6]
- Vaduz/Liechtenstein: Bei der Landtagswahl liegen die sozial-konservative Vaterländische Union und die christlich-konservative Fortschrittliche Bürgerpartei fast gleichauf. Zur Regierungsbildung müssen sie koalieren oder es kommt zur Neuwahl.[7]

### Montag, 8. Februar 1993

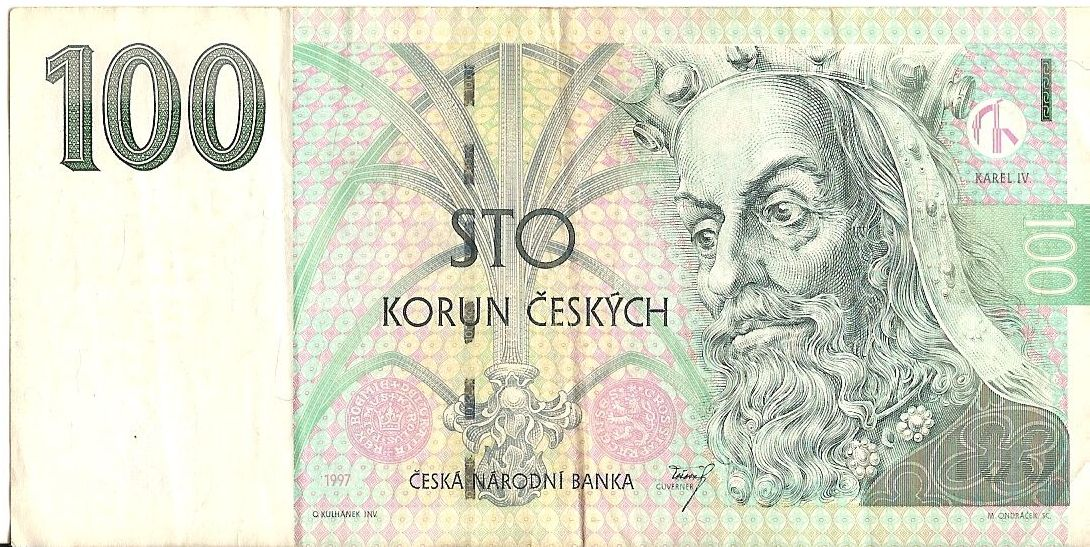
Tschechische 100-Kronen-Banknote

- Bratislava/Slowakei, Prag/Tschechische Republik: Die Tschechoslowakische Krone ist gut einen Monat nach dem Ende der Tschechoslowakei kein offizielles Zahlungsmittel mehr. In der Tschechischen Republik tritt an ihre Stelle die Tschechische und in der Slowakei die Slowakische Krone.[8]
- Teheran/Iran: Bei der Kollision einer startenden Tupolew Tu-154 der Fluggesellschaft Iran Airtour mit einer landenden Suchoi Su-22 sterben alle 131 Insassen der Tupolew und beide der Suchoi.[9]

### Donnerstag, 11. Februar 1993

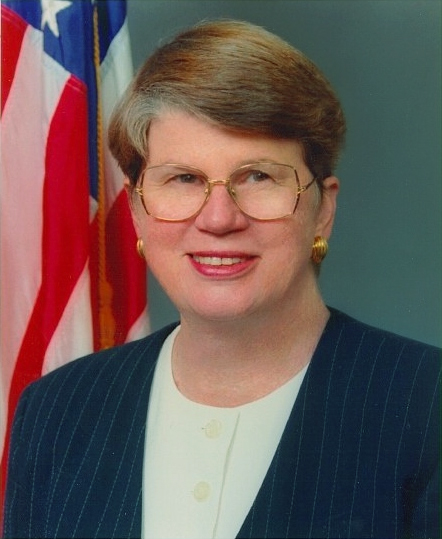
Janet Reno

- Berlin/Deutschland: Die 43. Internationalen Filmfestspiele Berlin beginnen. Festivalleiter Moritz de Hadeln kündigte an, dieses Jahr die Regisseure Gregory Peck und Billy Wilder mit dem Goldenen Ehrenbären zu bedenken.[10]
- Stockholm/Schweden: Die tschechische Eishockeynationalmannschaft besiegt in ihrem ersten Spiel nach der Auflösung der Tschechoslowakei die Vertretung Russlands mit 6:1.[11]
- Washington, D.C./Vereinigte Staaten: US-Präsident Bill Clinton nominiert Janet Reno für den Posten der Generalbundesanwältin. Bei einer Bestätigung durch den US-Senat wäre sie die erste Frau in dieser Position.[12]

### Freitag, 12. Februar 1993
- Wien/Österreich: Im Bundesgesetzblatt wird das Bundes-Gleichbehandlungsgesetz veröffentlicht, das dem Bund als Arbeitgeber vorschreibt, weibliche Angestellte identisch zu behandeln wie die männlichen.[13]

### Samstag, 13. Februar 1993
- Bonn/Deutschland: Die Partei Mensch Umwelt Tierschutz (MUT) wird gegründet. Ingeborg Bingener wird einstimmig zur ersten Bundesvorsitzenden gewählt.[14]
- Hamburg/Deutschland: Der deutsche Boxer Markus Bott sichert sich den Weltmeistertitel im Cruisergewicht der Organisation WBO mit einem Sieg nach Punkturteil gegen den Amerikaner Tyrone Booze.[15]

### Sonntag, 14. Februar 1993
- Debrecen/Ungarn: Die Staaten Polen, Slowakei, Ukraine und Ungarn gründen die Euroregion Karpaten.[16]
- Priština/Jugoslawien: Die kosovarische Fußballnationalmannschaft bestreitet ihr erstes, allerdings inoffizielles, Spiel und verliert gegen die albanische Nationalmannschaft mit 1:3.[17]

### Montag, 15. Februar 1993
- Bratislava/Slowakei: Der Nationalrat wählt Michal Kováč von der stärksten Partei HZDS zum ersten Präsidenten des neuen slowakischen Staates. Er verkörpert eine Kompromisslösung, nachdem der ursprünglich von seiner Partei vorgeschlagene Roman Kováč in sämtlichen Wahldurchgängen das Konsensquorum verfehlte.[18]
- Dresden/Deutschland: Stefanie Rehm (CDU) tritt nach zweieinhalb Jahren als sächsische Staatsministerin für Kultus zurück. Seit 1991 beklagen einige Lehrer des Freistaats die Überprüfung ihrer Lebensläufe. Sie sehen in den Verfahren politisch motivierte „Säuberungen“ des Schulpersonals auf Betreiben der Ministerin.[19]
- Zittau/Deutschland: Das Internationale Hochschulinstitut Zittau wird gegründet. Vorgesehen ist die gemeinsame Ausbildung von Studierenden und Doktoranden in den Richtungen Betriebswirtschaftslehre, Wirtschaftsingenieurwesen, Umwelttechnik und Sozialwissenschaften im Dreiländereck von Polen, der Tschechischen Republik und Deutschland.[20]

### Mittwoch, 17. Februar 1993
- Berlin/Deutschland: Die Niederländerin Linda de Mol und Margarethe Schreinemakers werden als beste TV-Moderatorinnen mit der Goldenen Kamera ausgezeichnet.[21]
- Haiti: Die Fähre Neptune sinkt vor Haiti. Schätzungen zufolge sterben zwischen 500 und 1.000 Menschen.[22]

### Donnerstag, 18. Februar 1993

Flagge der Slowakei

- Bratislava/Slowakei: Der Nationalrat legt u. a. das neue Aussehen der Flagge der Slowakei fest. Das Wappen der ehemaligen slowakischen Teilrepublik der Tschechoslowakei wird durch das Wappen der Slowakei ersetzt.[23]

### Sonntag, 21. Februar 1993
- Köln/Deutschland: Der Fernsehsender RTL setzt die Erotik-Spielshow Tutti Frutti, die nach Vorbild der italienischen Show Colpo Grosso entstand, nach etwa drei Jahren Laufzeit ab. Moderator der Sendung war Hugo Egon Balder.[24]

### Montag, 22. Februar 1993
- Berlin/Deutschland: Die Jury der 43. Internationalen Filmfestspiele Berlin zeichnet die Filme Die Frauen vom See der duftenden Seelen von Regisseur Xie Fei und Das Hochzeitsbankett von Ang Lee als beste Beiträge des Festivals mit dem Goldenen Bären aus.[25]

### Mittwoch, 24. Februar 1993
- Los Angeles/Vereinigte Staaten: Bei den 35. Grammy Awards werden u. a. die Berliner Philharmoniker und der 1990 verstorbene amerikanische Dirigent Leonard Bernstein für ihre Aufnahme von Gustav Mahlers Symphonie Nr. 9 ausgezeichnet.[26]

### Freitag, 26. Februar 1993

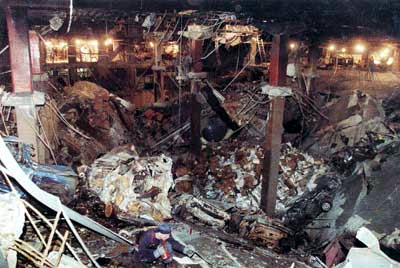
Tiefgarage des World Trade Centers in New York City

- New York/Vereinigte Staaten: In der Tiefgarage des World Trade Centers detoniert eine Harnstoffnitrat-Bombe. Dadurch kommen sechs Menschen ums Leben und rund 1.000 weitere werden verletzt. Die Standsicherheit der beiden jeweils 110 Stockwerke hohen Gebäude wird durch die Explosion nicht beeinträchtigt.[27]

## Weblinks

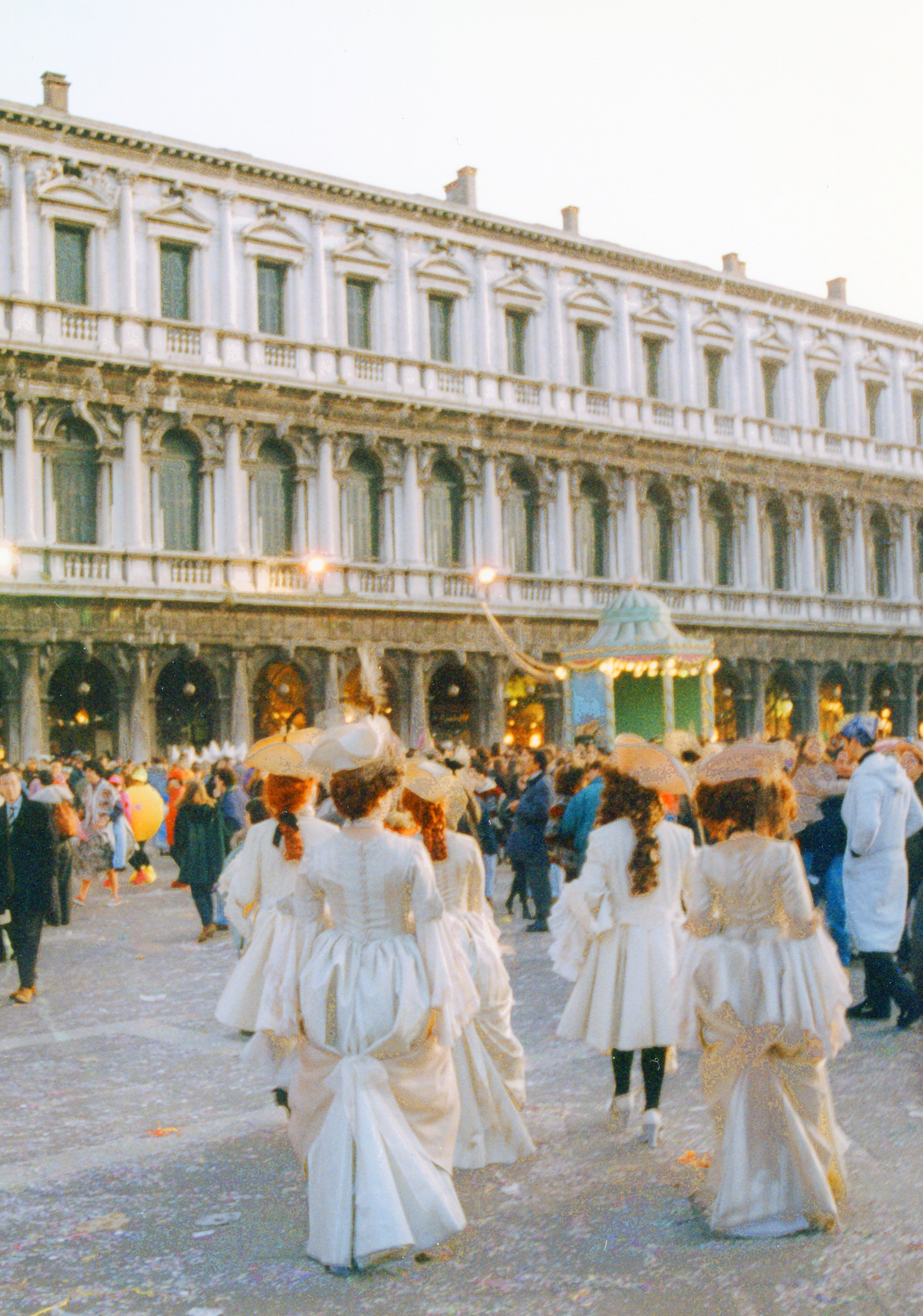
Venedig im Februar 1993